# Réserve naturelle du lac Dalai
Pour les articles homonymes, voir Dalaï.
La réserve naturelle du lac Dalai est une réserve naturelle située dans la région autonome de Mongolie-Intérieure en Chine. Elle a été reconnue comme réserve de biosphère en 2002 et comme site Ramsar la même année,. La réserve englobe le lac Dalai.

## Faune
Le site abrite plus de 30 espèces de poissons et 284 d'oiseaux (dont plus de 20 000 anatidés et limicoles : pour 6 d'entre eux, la réserve dépasse le seuil d'importance internationale de 1 %).